# Nectan de Hartland
Nectan de Hartland, est un personnage considéré aujourd'hui comme un saint celtique du Ve siècle habitant à Stoke, un hameau près de Hartland, dans le comté anglais du Devon, où l'église paroissiale lui est consacrée. Il est fêté par les fidèles chrétiens de certaines églises le 17 juin.

## Hagiographie
Selon la légende la plus commune, Nectan était l'aîné des enfants du roi Brychan de Brycheiniog. En recevant une vocation de devenir un ermite, il est parti en bateau au nord du Devon et il s'est installé près d'une source (actuellement le Puits de Saint Nectan) à Stoke, dans la forêt d'alors de Hartland. Mais il est associé aussi au Vallon et à la Cascade de Saint Nectan à Trethevy, près de Tintagel, en Cornouailles, où on prétend qu'il a passé du temps comme un ermite. À Hartland, il a été attaqué par des voleurs qui l'ont décapité, mais il a ramassé sa tête et il est retourné à son puits avant qu'il se soit écroulé, mort. On dit qu'où  son sang est tombé, des digitales ont poussé. Il a été enterré dans sa chapelle à l'emplacement de l'Église de Saint Nectan à Stoke.

## Vénération
Après la mort de Nectan, un culte s'est répandu autour de son tombeau et ceci est resté populaire durant le Moyen Âge, soutenu par les rois Saxons et les seigneurs normands. L'église était en possession des chanoines augustins de Hartland Abbey (qui lui était attenant), avant que de tels ordres monacaux fussent désétablis pendant la réforme anglaise. Sa fête est le 17 juin, le jour prétendu de sa mort (traditionnellement vers 510), et il y a encore une tradition de porter des digitales à son puits ce jour-là. Plusieurs autres églises dans le Devon sont consacrées à Saint Nectan, mais seulement deux qui sont antiques: Welcombe, juste au sud de Hartland, et probablement à l'origine Ashton (actuellement Saint Jean le Baptiste). Il y a aussi une chapelle médiévale de Saint Nectan près de St Winnow en Cornouailles.

## Origines possibles
La première association du nom Nectan semble être avec un dieu d'eau irlandais, Nechtan, probablement identique au dieu britto-romain, Nodens. Il était peut-être  le protecteur du Puits de Saint Nectan à Stoke, en étant christianisé plus tard pour rendre le culte à l'emplacement plus admissible.
Le parallèle avec la légende de sainte Nolwenn et de Nizhan en Bretagne, de Nechtan en Irlande et des apparentés indo-européens a été explicitée par Philippe Jouët dans son Dictionnaire de la mythologie et de la religion celtiques, Yoran éditeur, s.v. Nechtan.

## Source
- (en) Peter Bartrum, A Welsh classical dictionary: people in history and legend up to about A.D. 1000, Aberystwyth, National Library of Wales, 1993 (ISBN 9780907158738), p. 572-573 NECTAN, ST